# Picoplancton hétérotrophe
 (novembre 2024).
Si vous disposez d'ouvrages ou d'articles de référence ou si vous connaissez des sites web de qualité traitant du thème abordé ici, merci de compléter l'article en donnant les références utiles à sa vérifiabilité et en les liant à la section « Notes et références ».
Le picoplancton hétérotrophe constitue la fraction non photosynthétique du picoplancton.
Il est constitué de cellules :
- procaryotes - voir bactérioplancton ;
- eucaryotes - voir picoeucaryotes hétérotrophes.